# Nesiocypraea
Nesiocypraea is een geslacht van weekdieren uit de klasse van de Gastropoda (slakken).

## Soorten
- Nesiocypraea aenigma Lorenz, 2002
- Nesiocypraea lisetae (Kilburn, 1975)
- Nesiocypraea midwayensis Azuma & Kurohara, 1967
- Nesiocypraea teramachii (Kuroda, 1938)